# 10億円
10億円（じゅうおくえん）は、かつて吉本興業（東京本社）に所属していたお笑いコンビ。2021年結成、2024年解散。コンビとしてはNSC東京校25期と同期扱い。

## メンバー
山内 仁平（やまうち じんぺい、1996年6月3日 - ）（29歳）
ボケ担当、立ち位置は向かって左。
- 身長175 cm、体重65 kg。血液型A型。
- 東京都世田谷区出身。近畿大学卒業。
- 趣味は、映画鑑賞。特技は、50音の中からどの文字を言われても動じないこと。
- 「10億円」を結成する前は、コンビ「エイリアンズ」として活動していた。
- 高校時代に「ハイスクールマンザイ2014」に出場し、関東代表として決勝進出した経験を持つ。

永見 諒太（ながみ りょうた、1995年3月5日 - ）（30歳）
ツッコミ担当、立ち位置は向かって右。
- 身長175 cm、体重57 kg。血液型B型。
- 岡山県出身。
- 趣味は、ラジオ。特技は、微塵切り。
- 「10億円」を結成する前は、大阪でコンビ「俳寺」として活動していた。

## 来歴
2017年、山内と永見はNSC大阪校に40期生として入学。同年にコンビ「シャイニングブレイド」を結成し、M-1グランプリ2017に出場した。
2018年4月、永見は同期の小西佑紀とのコンビ「俳寺」を結成し、プロとしての活動を開始。
同年に山内もNSCを卒業。その折、大阪校で同期だった森裕次郎が東京校に再入学しようとしていることを知り、一緒に再入学することを決める。
2019年、山内はNSC東京校25期生として森と共に再入学。コンビ「エイリアンズ」を結成。
2020年4月、山内はNSC東京校を卒業し、プロとしての活動を開始。
2020年12月、永見が「俳寺」を解散。
2021年1月、山内が「エイリアンズ」を解散。
同年に永見が大阪から上京し、5月に再び山内と永見でコンビ「10億円」を結成し、神保町よしもと漫才劇場のオーディションメンバーとなる。その後、同年8月7日に行われた「Jimbochoサバイバルバトル」の結果を受け、同劇場の所属メンバーに昇格。
2024年8月をもって解散。その後両名はピン芸人として活動を継続。山内はピン芸人として神保町よしもと漫才劇場の所属メンバーとなった時期もあるが、2025年3月に渡辺ポット（元ラタタッタ）とのコンビ「大王」を結成した。

## エピソード
- 「ハイスクールマンザイ2014」にて山内と同じく決勝に進出した人物に、関西代表のコンビ「いなかのくるま」（現・翠星チークダンス）がいる[17]。また、溝上たんぼが九州・沖縄代表「season」のメンバーとして出場していた[3][18]。
- コンビ名は、大阪校40期の同期・ザットゥーがかつて組んでいたコンビ「3億円。」に由来する[注 3]。山内がこのコンビ名を気に入っており、「3億円。」解散後にザットゥーに許可を得た上で、金額の部分を変えて自分たちのコンビ名に起用した[6]。
- 「シャイニングブレイド」時代の立ち位置は向かって左が永見、右が山内だったが[2]、「10億円」では立ち位置が反対になっている[1][9]。
- M-1グランプリ2021の3回戦の動画が公開された際、配信番組『金属バットもういっちょ』のプロデューサー・たかはし（通称・TP）が、Twitterにて「10億円」を含む数組について面白かったと評した[21]。元々金属バットのファンであり、同番組の視聴者でもあった永見がそのツイートを見付けてたかはしとコンタクトを取ったところ、後に「金属バット大好き芸人」として同番組への出演が決まった（#出演も参照）[22]。

## 芸風
主に漫才。飄々とした雰囲気とワードセンスが特徴とされる。
「10億円」を結成した年に出場したM-1グランプリ2021では、3回戦まで進出。構成作家の飯塚大悟は、同大会3回戦での「10億円」のネタ動画を観て「めちゃくちゃ未来ある感じがする。近いうちにもっと評価される気がする。」と評した。

## 出囃子
- PUFFY「これが私の生きる道」[26]

## 賞レース等での成績

### 10億円として
| 年度             | 結果                                              | エントリー No.                                    | 会場                                              | 日程                                              | 備考                                              |
| ---------------- | ------------------------------------------------- | ------------------------------------------------- | ------------------------------------------------- | ------------------------------------------------- | ------------------------------------------------- |
| 2017年（第13回） | 1回戦敗退                                         | 1125                                              | 大丸心斎橋劇場                                    | 9月4日                                            | コンビ「シャイニングブレイド」として              |
| 2018年（第14回） | それぞれ別のコンビで出場（#その他のコンビを参照） | それぞれ別のコンビで出場（#その他のコンビを参照） | それぞれ別のコンビで出場（#その他のコンビを参照） | それぞれ別のコンビで出場（#その他のコンビを参照） | それぞれ別のコンビで出場（#その他のコンビを参照） |
| 2019年（第15回） | それぞれ別のコンビで出場（#その他のコンビを参照） | それぞれ別のコンビで出場（#その他のコンビを参照） | それぞれ別のコンビで出場（#その他のコンビを参照） | それぞれ別のコンビで出場（#その他のコンビを参照） | それぞれ別のコンビで出場（#その他のコンビを参照） |
| 2020年（第16回） | それぞれ別のコンビで出場（#その他のコンビを参照） | それぞれ別のコンビで出場（#その他のコンビを参照） | それぞれ別のコンビで出場（#その他のコンビを参照） | それぞれ別のコンビで出場（#その他のコンビを参照） | それぞれ別のコンビで出場（#その他のコンビを参照） |
| 2021年（第17回） | 3回戦進出                                         | 473                                               | よしもと有楽町シアター                            | 11月2日                                           |                                                   |
| 2022年（第18回） | 準々決勝進出                                      | 877                                               | ルミネtheよしもと                                 | 11月13日                                          |                                                   |
| 2023年（第19回） | 準々決勝進出                                      | 797                                               | ルミネtheよしもと                                 | 11月21日                                          |                                                   |

- 2022年 ツギクル芸人グランプリ2022 - 決勝進出[27]
- 2022年 第43回ABCお笑いグランプリ - 最終予選進出[28]
- 2022年 第9回NHK新人お笑い大賞 - 決勝進出[29]

### その他のコンビ
山内
- 2014年 ハイスクールマンザイ2014 - 決勝進出（コンビ「ゴールデンウィーク」として）
- 2019年 M-1グランプリ2019 - 2回戦進出（コンビ「エイリアンズ」として）
- 2020年 M-1グランプリ2020 - 1回戦敗退（コンビ「エイリアンズ」として）

永見
- 2018年 M-1グランプリ2018 - 2回戦進出（コンビ「俳寺」として）
- 2019年 M-1グランプリ2019 - 2回戦進出（コンビ「俳寺」として）
- 2020年 M-1グランプリ2020 - 2回戦進出（コンビ「俳寺」として）

### 個人
山内
- 2018年 R-1ぐらんぷり2018 - 1回戦敗退
- 2019年 R-1ぐらんぷり2019 - 2回戦進出
- 2020年 R-1ぐらんぷり2020 - 1回戦敗退（「エイリアンズ 山内仁平」名義）
- 2024年 UNDER5 AWARD 2024 - 準決勝進出（「10億円 山内仁平」名義）

## 出演

### レギュラー出演
ラジオ
- 10億円の半端な夢のひとかけらジオ（stand.fm、2021年6月 - 2023年6月）
- 10億円のGERASTRY（お笑いラジオアプリGERA、2022年8月11日 - 11月10日、2023年2月14日 - 2024年1月30日）
- 10億円のUBUGOE（Artistspoken、2023年2月3日 - ） - 毎週金曜更新

配信番組
- 10億円無問題（YouTube、2022年10月12日 - 2024年8月5日）

### 不定期出演
ラジオ
- マイナビ Laughter Night（TBSラジオ、2021年12月25日〈24日深夜〉、2022年8月13日〈12日深夜〉、2023年3月4日〈3日深夜〉）

### その他
テレビ
- ハイスクールマンザイ2014（BSスカパー!、2014年11月9日） - 山内のみ
- ENGEIグランドスラム（フジテレビ系列、2022年2月26日） - 「金のネタ 銀のネタ」のコーナーにて金の卵芸人として出演
- 賞金奪い合いネタバトル ソウドリ〜SOUDORI〜（TBS系列、2022年6月28日〈27日深夜〉）
- 第1回大須大作戦（笑）（テレビ愛知、2022年9月25日〈24日深夜〉）

ラジオ
- 芸歴詐称芸人ザットゥー（Radiotalk、2020年5月31日 - ） - 永見のみ、第2回から不定期出演
- ドンデコルテの公式雑談（stand.fm、2021年12月4日、12月18日）
- 10億円のGERA NEXT（お笑いラジオアプリGERA、2022年5月19日 - 6月9日）

配信番組
- メッセンジャーあいはらの芸人やるのも楽じゃない（YouTube、2018年11月22日）
- 金属バットもういっちょ（YouTube、2021年11月27日）
  - 金属バットもういっちょクリスマス特別生配信 〜大禿トナカイと猫背サンタの年末トークショー〜（テレ朝動画、2021年12月24日）

- 沢口けいこのキニナルもういっちょ（YouTube、2021年12月15日）
- 笑イザップ5（Amazon Prime Video他、2022年3月22日 - 4月7日）

### テレビドラマ
- 持続可能な恋ですか?〜父と娘の結婚行進曲〜 第3話（TBS系列、2022年5月3日[55]） - ドラマ内で流れているテレビ映像での出演
- 藤子・F・不二雄 SF短編ドラマ シーズン2「じじぬき」（2024年5月12日、NHK BS）（永見）[56]

## ライブ
全て神保町よしもと漫才劇場での開催。
- 結成記念日ライブ（毎年5月12日に開催[57]）
  - 10億円結成1周年記念ライブ 〜since2021.5.12〜（2022年5月12日）
  - 10億円結成2周年記念ソロライブ 〜感謝の60分漫才〜（2023年5月12日）
  - 10億円結成3周年記念ソロライブ 〜since2021.05.12〜（2024年5月12日）
- 10億円新ネタライブ
  - 「豪邸」（2024年2月10日）
  - 「土地」（2024年3月10日）
  - 「絵」（2024年4月10日）
  - 「会社」（2024年5月10日）
  - 「選手」（2024年6月10日）
  - 「パンダ」（2024年7月10日）
  - 「無人島」（2024年8月10日）※中止[58]

その他
- インカレ（2022年1月17日 - ）
- 10億円の新ネタたくさん見せびらかしライブ（2022年3月1日、6月2日）
- 10億円のおもちゃ箱（2022年6月15日、9月20日）
- 10億円トークライブ「CHEMISTALK」（2022年8月9日 - ）
- 払い戻せ!10億円の緊急60分漫才ライブ!（2022年7月19日）
- 10億円山内仁平ピンネタライブ 〜#UNDER5 AWARDチャンピオンへの道〜（2023年12月27日、2024年3月21日）

他